# 1-й воздушный флот
1-й воздушный флот (нем. Luftflotte 1) — одно из основных оперативных соединений люфтваффе в годы Второй мировой войны. Образован 1 февраля 1939 года на базе 1-го воздушного командования в Берлине.
Части 1-го воздушного флота действовали на Восточном фронте (Эстония, Латвия, Литва, Иммола (Финляндия) с аэродромов северо-западного направления. После тяжёлых потерь в Прибалтике в апреле 1945 года был преобразован в штаб военно-воздушных сил «Курляндия».

## Состав

### Стратегическая разведка
- Stab/FAGr 1 (Рига-Спилве)
- 3.(F)/22 (Рига-Спилве)
- 5.(F)/122 (Елгава)
- NASt 3 (Рига-Спилве)

### Морская разведка
- 1./SAGr 127 (Таллин)

### Транспорт
- 1./TGr 10(Ital.) (Рига-Спилве)

### Транспорт спецназначения
Соединение являлось подразделением бомбардировочной эскадры KG 200, базировавшейся на аэродромах Восточной Пруссии, Курляндии и прибалтийских стран. Состояло из:
- Юнкерс Ю-252A-1
- Юнкерс Ю-352A-0/A-1 Геркулес
- Арадо Ar 232B-0 Сороконожка — для перевозки частей десантников, оружия, транспортных средств и заброске диверсантов в тыл врага.
- I.(TGr.)/KG 200 (Рига)

### Бомбардировщики
- 14.(Eis)/KG 55 (Екабпилс)

### 3-я воздушная дивизия в Печорах

#### Тактическая разведка
- Stab//NAGr 5 (Печоры)
- 1./NAGr 5 (Идрица)
- 1./NAGr 31 (Весемберг)

#### Штурмовики
- I/SG 3 (Екабпилс)

#### Ночные штурмовики
- Stab/NSGr 1 (Идрица)
- 3./NSGr 1 (Идрица)
- 1./NSGr 1 (Ковно)
- 2./NSGr 1 (Ковно)
- Stab/NSGr 3 (Vecuci)
- 1./NSGr 3 (Vecuci)
- 2./NSGr 3 (Vecuci)
- 1./NSGr 12 (Vecuci)
- 1./(Detach)NSGr 12 (Рига-Спилве)
- Stab/NSGr 11 (Rahkla)
- 1./NSGr 11 (Rahkla)
- 2./NSGr 11 (Rahkla)
- 2./NSG 12 (Лиепая)

## Командование истребительной авиацией в Остланде (Рига-Спилве)

### Истребители
- Stab/JG 54 (Тарту)
- I./JG 54 (Турку, Финляндия)
- 2./JG 54 (Таллин-Лаксберг)
- 3./JG 54 (Таллин-Лаксберг)

### Тактическая разведка
- 1./NAGr 5 (Иммола)

### Истребители
- II./JG 54 (Иммола)

### Штурмовики
- Stab/SG 3 (Иммола)
- 1./SG 3 (Иммола)
- 2./SG 3 (Иммола)
- 3./SG 3 (Иммола)

## Командующие
- генерал авиации Альберт Кессельринг, 1 февраля 1939 — 11 января 1940 гг.
- генерал авиации Ганс-Юрген Штумпф, 12 января 1940 — 10 мая 1940 гг.
- генерал авиации Вильгельм Виммер, 11 мая 1940 — 19 августа 1940 гг.
- генерал-полковник Альфред Келлер, 20 августа 1940 — 12 июня 1943 гг.
- генерал авиации Гюнтер Кортен, 12 июня 1943 — 23 августа 1943 гг.
- генерал авиации Курт Пфлюгбайль, 24 августа 1943 — 16 апреля 1945 гг.

## Начальники штаба
- генерал-майор Вильгельм Шпайдель, 1 февраля 1939 — 19 декабря 1939 гг.
- генерал-лейтенант Ульрих Кесслер, 19 декабря 1939 — 25 апреля 1940 гг.
- оберст Хайнц-Хельмут фон Вюлиш, 1 мая 1940 — 9 мая 1940 гг.
- генерал-майор Роберт Кнаусс, 9 мая 1940 — 4 октября 1940 гг.
- генерал-майор Отто Шёбель, 5 октября 1940 — 16 января 1941 гг.
- генерал-майор Хайнц-Хельмут фон Вюлиш, 16 января 1941 — 13 октября 1941 гг.
- генерал-майор Герберт Рикхофф, 13 октября 1941 — 23 февраля 1943 гг
- генерал-майор Ганс Детлеф Герхадт фон Роден, 23 февраля 1943 — 24 августа 1943 гг.
- генерал-майор Клаус Зигфрид Уэбе, 25 августа 1943 — 24 декабря 1944 гг.
- подполковник Пауль-Вернер Хоццель, 25 декабря 1944 — 16 апреля 1945 гг.

## Боевые подразделения
- II, III/бомбардировочная эскадра 1 «Гинденбург» (Юнкерс Ю-88А)
- бомбардировочная эскадра 76 (Юнкерс Ю-88А)
- бомбардировочная эскадра 77 (Юнкерс Ю-88А)
- K.Fl.Gr. 806 (Юнкерс Ю-88А)
- истребительная эскадра 54 (Мессершмитт Bf 109F)
- 2(F) Ob.d.L. (Do 215B)
- 5(F) 122 (Юнкерсы Ю-88D)
- 11 эскадрилий (Hs 126)
- SAGr 125 (Ar 95, Ar 196, He 114)
- одна транспортная эскадрилья (Юнкерс Ю-52)
- пять эскадрилий связи (Fi 156)
- 4-й корпус зенитной артиллерии
  - 2-я зенитная дивизия
  - 6-я зенитная дивизия

## Аббревиатуры и сокращения
- FAGr = Fernaufklärungsgruppe = самолёт-разведчик.
  - Gruppe = авиагруппа.
- JG = Jagdgeschwader = истребитель.
  - Geschwader = аналог группы в ВВС Великобритании.
- KG = Kampfgeschwader = бомбардировщик.
- KG zbV = Kampfgeschwader zur besonderen Verwendung = транспортный самолёт, позднее — TG.
- NAGr = Nahaufklärungsgruppe = самолёт связи.
- NASt = Nahaufklärungsstaffel = самолёт связи.
  - Staffel = аналог эскадрильи в ВВС Великобритании.
- NSGr = Nachtschlachtgruppe = ночной штурмовик.
- SAGr = Seeaufklärungsgruppe = патрулирующий бомбардировщик
- SG = Schlachtgeschwader = штурмовик.
- TG = Transportgeschwader= транспортный самолёт.